# Aeroport d'Assuan
L'aeroport d'Assuan es troba uns 23 km al sud-oes de la ciutat d'Assuan (Egipte) que li dona nom. El seu codi IATA és ASW. L'any 2006 tingué un trànsit de 874.014 passengers, amb vols sobretot a les localitats turísitiques d'Abu Simbel i Luxor. Les instal·lacions són modernes però senzilles.